# هيكتور دياز
هيكتور دياز (بالإسبانية: Casimiro Díaz) هو مؤرخ إسباني، ولد في 1693، وتوفي في 1746.